# لي مان
لي مان-ممثلة صينية ناشئة، ولدت في عام 1988، حالياهي طالبة في أكاديمية بكين للدراما، اختيرت من قبل المخرج الصيني زانج ييمو، لتمثيل فيلم لعنة الوردة الذهبية, يتوقع لها مستقبل باهر وأن تصل لمصاف النجمات الصينيات العالميات:زانج زيي وجونج لي.

## أعمالها الفنية
2006 : لعنة الوردة الذهبية.

## روابط خارجية
- لي مان على موقع IMDb (الإنجليزية)
- لي مان على موقع قاعدة بيانات الفيلم (الإنجليزية)